# Maharanga lycopsioides
Maharanga lycopsioides är en strävbladig växtart som först beskrevs av C. E. C. Fischer, och fick sitt nu gällande namn av Ivan Murray Johnston. Maharanga lycopsioides ingår i släktet Maharanga och familjen strävbladiga växter. Inga underarter finns listade i Catalogue of Life.